# Sportpaleis Oeralotsjka
Sportpaleis Oeralotsjka (Russisch: Дворец игровых видов спорта «Уралочка» (ДИВС)) is een sportcomplex in het centrum van Jekaterinenburg. De capaciteit van de arena is 5.000 toeschouwers. Het complex is ingericht voor het houden van wedstrijden voor spelsporten zoals volleybal, basketbal, minivoetbal en zaalhockey. Daarnaast worden er regelmatig wedstrijden georganiseerd in individuele sporten, ritmische gymnastiek, sportdansen en tennis. Ook wordt het Sportpaleis gebruikt als een van de concertpodia van de stad.

## Geschiedenis
Sportpaleis Oeralotsjka werd geopend op 11 juni 2003. Het wordt gebruikt als de thuisarena voor Lokomotiv-Izoemroed Jekaterinenburgs mannenvolleybalteam, Oeralotsjka-NTMK Jekaterinenburgs vrouwenvolleybalteam, BK Oeral Jekaterinenburg, BK Oeralmasj Jekaterinenburgs mannenbasketbalteams en UMMC Jekaterinenburgs vrouwenbasketbalteam. Het is ook gebruikt als de thuisarena van MFK Viz-Sinara Jekaterinenburgs mannenzaalvoetbalteam.
De arena was het organiserende stadion voor wedstrijden rond de Beker van Rusland in 2005, 2006, 2008, 2009, 2011 en 2012. Ook was de arena gastheer van de Final Four van de EuroLeague Women in 2011, 2013, 2014 en 2017.